# Kanton Chambéry-2
 Chambéry-2 is een kanton van het Franse departement Savoie. Het kanton maakt deel uit van het arrondissement Chambéry.

Het telt 22.189 inwoners in 2018.

Het kanton werd gevormd ingevolge het decreet van 27 februari 2014 met uitwerking op 22 maart 2015.

## Gemeenten
Het kanton omvat volgende gemeenten:
- Chambéry ( hoofdplaats ) ( oostelijk deel )
- Jacob-Bellecombette